# Tales of the Tempest
Tales of the Tempest (テイルズ オブ ザ テンペスト?, Teiruzu obu za Tenpesuto) è un videogioco di ruolo parte della serie videoludica Tales of, sviluppato dalla Dimps e dalla Namco Tales Studio per Nintendo DS. Il gioco è stato pubblicato in Giappone il 26 ottobre 2006. Il genere caratteristico di Tales of the Tempest è chiamato RPG that Awakens the Soul (魂を呼び覚ますRPG?, Tamashii o yobisamasu RPG). Il brano musicale principale del gioco è VS, interpretato da Misono.
Tales of the Tempest era originariamente considerato parte della serie principale di Tales of, ma nel 2007 con l'annuncio dello sdoppiamento dei titoli della serie in due classi denominate "serie madre" e "serie di scorta", il produttore Makoto Yoshizumi ha ufficialmente cambiato lo status di Tales of the Tempest a "titolo di scorta", il che lo esclude dalla principale serie di Tales..